# Злочин у Воћину
Злочин у Воћину се догодио 13. децембра 1991. године, када су припадници ХВ-а убили 40 српских цивила у месту Воћин. Према подацима Српског народног вијећа (СНВ) на подручја Воћина и околних села, у периоду од 1991. до 1992. убијено је 67 цивила српске националности. Центар за суочавање са прошлошћу "Documenta", наводи како су војници ХВ-а су 13. децембра 1991. године извршили напад на српска села Секулинци, Горњи Мељани, Ђуричићи, Бокане, Хум Пустара и Мацуте у општини Воћин и само у том једном дану убили 25 цивила српске националности, док је у наредних неколико дана ликвидирано још петнаест цивила. Реч је углавном о старим и болесним лицима који су остали у својим кућама и након уласка ХВ-а. У наредним данима настављени су злочини над српским цивилима а према сведочењима преживелих, у Воћину су били формирани и логори за Србе. Многа лица се и данас воде као нестала а власти Републике Хрватске одбијају да отворе ратне архиве и активније се укључе у претрагу терена за које постоји сумња да крију масовне гробнице убијених Срба. За ове злочине још увек нико није процесуиран.

## Имена жртава
Током масакра у Воћину убијени су, нестали и страдали цивили::
- Бојчић Лазо 1933 - 13.12.1991. Секулинци
- Добрић Анка 1930 - 12.1991. Секулинци
- Ковачић Данка 1934 -13.12.1991. Секулинци
- Ковачић Јоцо 1929 -13.12.1991. Секулинци
- Ковачић Јован 1947 - 13.12.1991. Секулинци
- Радуловић Петар 1932 - 13.12.1991. Секулинци
- Васиљевић Рајко 1935 - 13.12.1991. Секулинци
- Ненадовић Перо - 01.12.1991. Секулинци
- Болић Божо 1931 - 13.12.1991. Горњи Мељани
- Болић Урош 1915 - 13.12.1991. Горњи Мељани
- Ивковић Божица 1906 - 16.12.1991. Горњи Мељани
- Радмиловић Радомир 1958 - 17.12.1991. Горњи Мељани
- Смољанић Гавро 1950 - 14.12.1991. Горњи Мељани
- Болић Стево 1908 - 16.12.1991. Горњи Мељани
- Ивковић Јоцо 1924 - 1.10.1991. Горњи Мељани
- Вучковић Пантелија 1915 - 16.12.1991. Горњи Мељани
- Добрић Здравко 1930 - 15.12.1991. Воћин
- Драгојевић Милка 1906 - 13.12.1991. Воћин
- Ојкић Лазо 1936 - 13.12.1991. Воћин
- Вуковић Криста око 1925 - 13.12.1991. Воћин
- Цветић Раде 1949 - 14.12.1991. Воћин
- Илић Бранко 1956 - 14.08.1991. Воћин
- Јоргић Лазо 1936 - 1.12.1991. Воћин
- Ојкић Теодор 1938 - 14.12.1991. Воћин
- Пејчић Биљана 1954 - 4.11.1991. Воћин
- Плавшић Ђуро 1941 - 14.12.1991. Воћин
- Јоргић Миле 13.12.1991. Воћин
- Јоргић Бранко 13.12.1991. Воћин
- Јоргић Душан 1930 – 13.12.1991. Воћин
- Јоргић Саво 1957 – 13.12.1991. Воћин
- Михаљевић Боро 1949 – 13.12.1991. Воћин
- Вукашиновић Димитрије 1937 - 13.12.1991. Воћин
- Кокић Славко 1930 - 13.12.1991. Ђуричићи
- Вучковић Лазо - 1.12.1991. Ђуричићи
- Ненадовић Стојан 1915 - 15.12.1991. Бокане
- Матић Јован 1935 - 13.12.1991. Бокане
- Јоргић Перо 1924 - 13.12.1991. Хум Пустара
- Лукић Бранко 1934 - 31.12.1991. Хум Пустара
- Радојевић Смиља 1924 - 13.12.1991. Хум Пустара
- Шкорић Зора 1951 - 31.12.1991. Хум Пустара
- Грабић Милорад 1963 - 15.12.1991. Мацуте
- Јовановић Вељко 1951 - 1.10.1991. Красковић
- Бојанић Перо 1950 – 13.11.1991. Ћералије
- Стојановић Даринка 1925 - 13.12.1991. Ћералије
- Лазић Слободан 1951 - 13.12.1991. Ћералије
- Црнобрња Јела 1906 - 13.12.1991. Ћералије
- Вученовић Миливој 1964 - 13.12.1991. Красковић
- Радовановић Јасенка 1963 - 13.10.1991
- Милиновић Перо 1935 - 12.1991. Хум Варош
- Сахер Руди 1945 - 13.12.1991 Хум
- Ојкић Ђорђе 1938 - 12.1991.  Хум
- Гркинић Станко 1924 - 17.12.1991.
- Новаковић Милан 1953 - 06.09.1991. Красковић
- Вучковић Борислав 1947 - 12.1991. Ријенци
- Филиповић Светислав 1934 - 02.06.1992. Ријенци
- Јасмина Пејић 1980 - 23.09.1991. Хум
- Мара Смољић 1936 - 01.02.1992.
- Саво Смољић  1936 - 01.02.1992.
- Миливој Радошевић 1949 - 06.06.1992. Воћин

Према појединим информацијама, хрватске снаге су током офанзиве на Воћин убиле и неколицину цивила хрватске националности, најчешће током "чишћења" кућа и подрума, тако што би у њих убацивали бомбе.